# Salix pentandroides
Salix pentandroides är en videväxtart som beskrevs av A. Skvortsov. Salix pentandroides ingår i släktet viden, och familjen videväxter. Inga underarter finns listade i Catalogue of Life.

## Bildgalleri

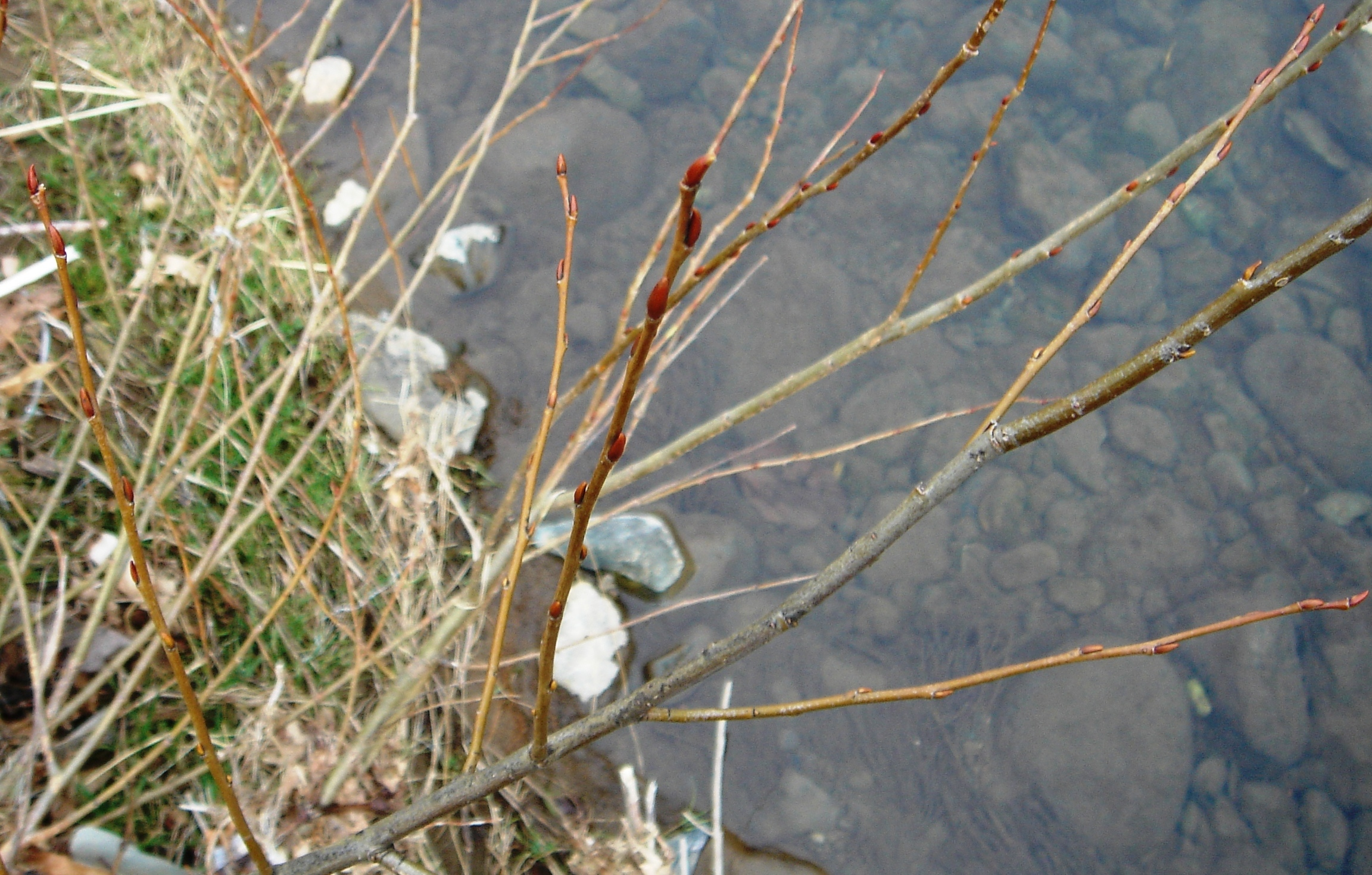
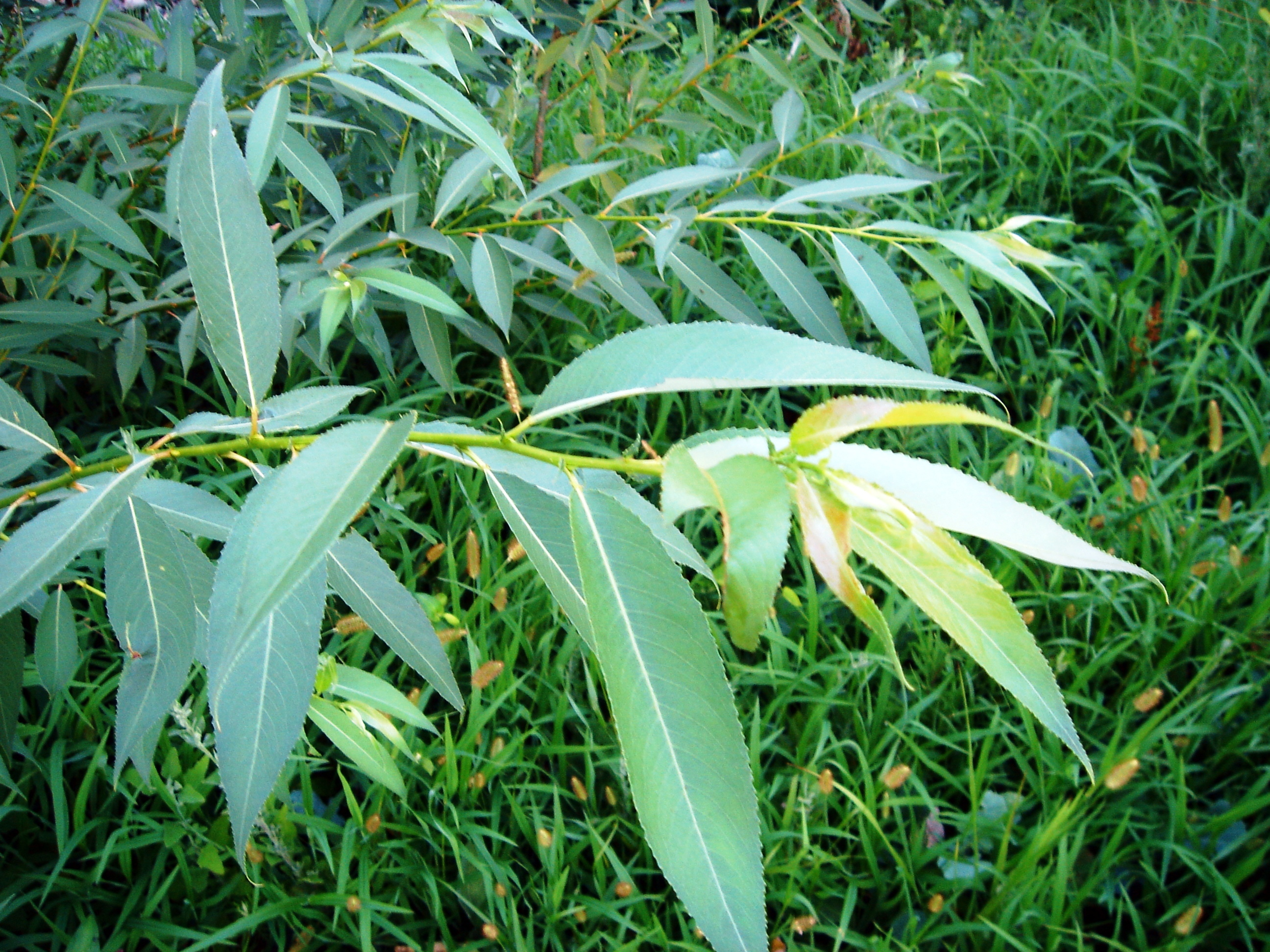
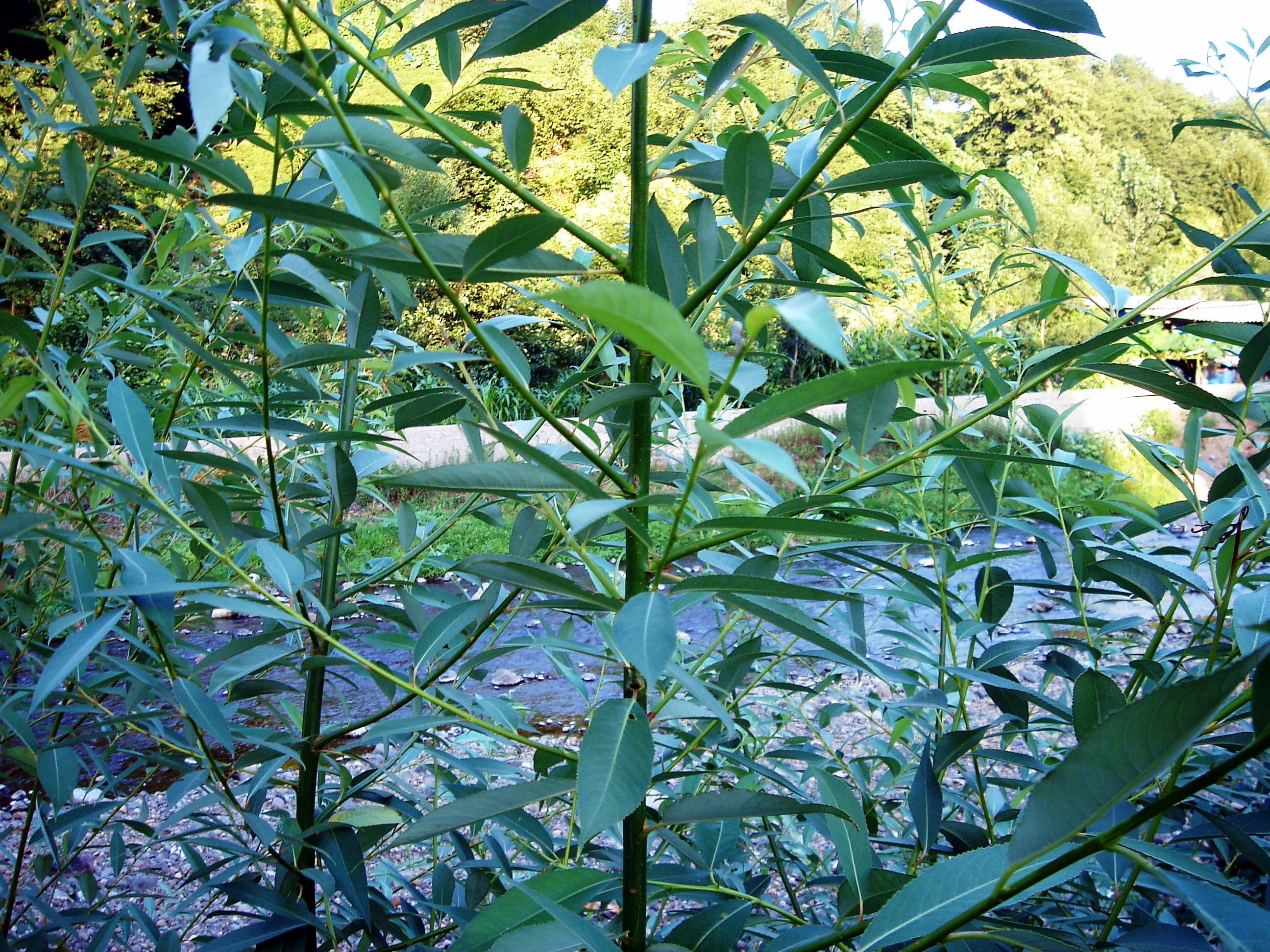